# سفارت ایسلند در مسکو
سفارت ایسلند در مسکو (به لاتین: Embassy of Iceland) یک منطقهٔ مسکونی و نمایندگی سیاسی این کشور در روسیه است که در مسکو واقع شده‌است.